# جان ریچارد هاید
جان ریچارد هاید (انگلیسی: John Richard Hyde; ۱۵ نوامبر ۱۹۱۲ – ۱۵ ژوئیهٔ ۲۰۰۳) سیاست‌مدار و نظامی اهل کانادا بود.